# Sacrifice (canción de Elton John)
«Sacrifice» (en español: «Sacrificio») es es título de una power ballad interpretada por el cantautor y músico inglés Elton John, cuya letra fue escrita por el propio artista, coescrita con Bernie Taupin, que aparece en su 22.º álbum de estudio Sleeping with the Past (1989). Fue publicada por primera vez en octubre de 1989 y luego en mayo de 1990. Logró un importante éxito a nivel internacional, pero fue especialmente exitosa en el Reino Unido y Francia.

## Antecedentes y composición
"Sacrifice" está inspirada por la canción de Aretha Franklin "Do Right Woman, Do Right Man" y por una canción de Percy Sledge, cuya influencia está en la voz de Elton John en este tema. Bernie Taupin, el compositor que escribió la letra del tema, ha dicho que se sorprende de haberla escrito y manifestó: "Pienso que 'Sacrifice' es una de las mejores canciones que hemos escrito". La canción no es un típico tema romántico, sino que habla de la ruptura de un matrimonio, donde la pérdida de la relación amorosa "no es un sacrificio", como dice el estribillo de la misma. Taupin estaba atravesando problemas maritales en ese momento, lo que probablemente sirvió como fuente de inspiración para la letra del tema. 
A pesar del éxito del sencillo, Elton John no hizo una gira de recitales por Europa a finales de la década de los 80 para promocionar su álbum Sleeping with the Past, sino que solamente dio conciertos en Estados Unidos y Australia, entre 1989 y 1990.

## Videoclip
El videoclip de la canción muestra a un hombre y una mujer con problemas en su relación amorosa luego de haberse casado y tenido una hija. Ambos siguen después sus vidas separadas, el padre se queda con la niña y por problemas económicos se ve obligado a vender todos sus bienes. En el final del videoclip salen padre e hija bailando en una sala sin ningún bien. En el video participaron la supermodelo de los 90 Yasmeen Ghauri y el músico y actor Chris Isaak.

## Otras versiones
Sinéad O'Connor realizó una versión del tema en 1991, siendo esta parte del álbum Two Rooms: Celebrating the Songs of Elton John & Bernie Taupin (en español, Dos cuartos: celebrando las canciones de Elton John y Bernie Taupin), el cual es un tributo a Elton John y Taupin.

## Desempeño en las listas
Sacrifice fue inicialmente lanzado como un sencillo en 1989, alcanzando el puesto 1 en las listas del Reino Unido y el 18 en el Billboard Hot 100, de Estados Unidos durante enero de 1990. En ese año, el DJ inglés Steve Wright comenzó a pasar la canción por la Radio 1 de la BBC, lo que también hicieron varios otros DJ's luego. La canción fue luego relanzada junto a Healing Hands (en español, Manos sanadoras), alcanzando el puesto número 1 en el Reino Unido entre junio y julio de 1990, transformándose en su primer hit en la primera mitad de la década de los 90's que comenzaba y también fue su primer tema en alcanzar el primer puesto en las listas de Francia, permaneciendo en ellas por 26 semanas. 

### Posiciones en las listas del mundo
| Listas (1989/1990)                                | Mejor posición |
| ------------------------------------------------- | -------------- |
| Reino Unido                                       | 55             |
| Billboard Hot 100 (EE. UU.)                       | 18             |
| Billboard Hot Adult Contemporary Tracks (EE. UU.) | 3              |
| Listas (1990)                                     | Mejor posición |
| Australia                                         | 7              |
| Francia                                           | 1              |
| Alemania                                          | 36             |
| Irlanda                                           | 2              |
| Noruega                                           | 2              |
| Suiza                                             | 23             |
| Reino Unido                                       | 1              |
| Billboard Hot 100 (EE. UU.)                       | 18             |

| Lista de final de año (1990) | Posición |
| ---------------------------- | -------- |
| Australia                    | 47       |

## Ventas
| País        | Certificación | Fecha                   | Ventas certificadas | Ventas físicas |
| ----------- | ------------- | ----------------------- | ------------------- | -------------- |
| Francia     | Plata         | 1990                    | 200 000             | 380 000        |
| Reino Unido | Platino       | 1 de septiembre de 1990 | 600 000             | S/D            |